# 栀花素馨
栀花素馨（学名：Jasminum lang）是木犀科素馨属的植物。分布在越南以及中国大陆的云南、广西等地，生长于海拔200米至600米的地区，一般生长在灌丛和丛林中，目前尚未由人工引种栽培。